# Moyna MacGill
Moyna MacGill, pseudonimo di Charlotte Lillian Mclldowie (Belfast, 10 dicembre 1895 – Los Angeles, 25 novembre 1975), è stata un'attrice inglese.
Era la madre dell'attrice Angela Lansbury e dei produttori Edgar e Bruce Lansbury.

## Biografia
Era la figlia di William McIldowie e di Elizabeth Jane Mageean. Il padre era un solicitor benestante e direttore della Grand Opera House di Belfast.
Esordì a teatro nel 1918, incoraggiata da Gerald du Maurier a cambiare il nome in Moyna Macgill, che inevitabilmente è stato più volte riportato come MacGill.
Morì di cancro all'esofago a 79 anni.

## Filmografia parziale

### Cinema
- L'avventura viene dal mare (Frenchman's Creek), regia di Mitchell Leisen (1944)
- Il ritratto di Dorian Gray (The Picture of Dorian Gray), regia di Albert Lewin (1945)
- Io ho ucciso (The Strange Affair of Uncle Harry), regia di Robert Siodmak (1945)
- Il delfino verde (Green Dolphin Street), regia di Victor Saville (1947)
- Mamma non ti sposare (Three Daring Daughters), regia di Fred M. Wilcox (1948)
- Kind Lady, regia di John Sturges (1951)

### Televisione
- Avventure in paradiso (Adventures in Paradise) – serie TV, episodio 1x14 (1960)
- Ai confini della realtà (The Twilight Zone) – serie TV, episodio 3x29 (1962)